# Provincia de Carolina
La provincia de Carolina fue una colonia de la América británica (1663-1712) controlada por los ‘’Lores Propietarios’’, un grupo de ocho nobles ingleses conducidos informalmente por uno de sus miembros Anthony Ashley Cooper, primer conde de Shaftesbury. Los desacuerdos sobre la forma de gobierno de la provincia llevaron al nombramiento de un vicegobernador para administrar la mitad del norte de la colonia en 1691.
La división entre Norte y Sur se completó en 1712, pero ambas colonias permanecieron en las manos del mismo grupo de propietarios.  Una rebelión contra los propietarios estalló en 1719 lo que condujo al nombramiento de un gobernador real para Carolina del Sur en 1720.  Después de que casi una década en la cual el gobierno británico procuró localizar y comprar a los propietarios, tanto la Provincia de Carolina del Norte como la del Sur se convirtieron en colonias reales en 1729.

## Breve historia
Después de restauración de la monarquía en 1660, Carlos II de Inglaterra recompensó a ocho personas el 24 de marzo de 1663, por su apoyo fiel a sus esfuerzos para recobrar el trono de Inglaterra. Él concedió a los ocho, llamados "Lores Propietarios" o simplemente "Propietarios", la tierra llamada '"Carolina'", en honor a su padre Carlos I de Inglaterra.

### Cédula de 1663
La Cédula de 1663 concedió el título a todos los Lores Propietarios de la tierra de la frontera sur de la Colonia de Virginia en el 36° Norte hasta el 31° Norte (a lo largo de la costa del actual estado de Georgia). En 1665, la cédula fue revisada ligeramente, se amplió el límite norte a los 36º 30’ al norte para incluir las tierras de los colonos a lo largo del estrecho Albemarle, que había salido de la colonia de Virginia. Del mismo modo, el límite sur se trasladó hasta el 29º Norte, justo al sur de la actual ciudad de Daytona Beach, Florida, que tuvo el efecto de la inclusión de los asentamientos del Imperio español en San Agustín, Florida. La cédula también proporcionaba toda la tierra, entre estos límites norte y sur, desde el océano Atlántico, al oeste de las costas del océano Pacífico.

### Lores Propietarios
Los Lores Propietarios nombrados en la cédula fueron: Edward Hyde, Primer conde de Clarendon; George Monck, Primer conde de Albemarle; William Craven, Primer Conde de Craven; John Berkeley, Primer Barón de Berkeley de Stratton; Anthony Ashley Cooper, Primer Conde de Shaftesbury; Sir George Carteret; William Berkeley (hermano de John); y Sir John Colleton.  De los ocho, el que demostró más interés por Carolina fue Lord Shaftesbury.  Shaftesbury, con la ayuda de su secretario, el filósofo John Locke, redactó la Constitución Fundamental de Carolina, un plan para el gobierno de la colonia muy influenciada de las ideas del científico político inglés, James Harrington.  Algún que otro Propietario también tenían intereses en otras colonias: por ejemplo, John Berkeley y George Carteret tenían posesiones en la Provincia de Nueva Jersey y William Berkeley tenía intereses en la Colonia de Virginia.
Los Propietarios, que operaban bajo la cédula real, podían ejercer su autoridad con casi total independencia del rey.  El gobierno consistió en un gobernador, un potente consejo, del cual la mitad de los concejales fueron designados por los mismos Propietarios, y una asamblea relativamente débil, elegida popularmente.
Aunque la Colonia Perdida en la isla de Roanoke representara el primer intento inglés de establecerse en el territorio de Carolina, el primer asentamiento inglés permanente no se produjo hasta 1653, cuando los emigrantes de la Colonia de Virginia, con otros llegados desde Nueva Inglaterra y Bermudas, se establecieron en las desembocaduras del Chowan y Roanote, a las orillas del estrecho de Albemarle, al noreste de la actual Carolina del Norte. Los Asentamientos de Albemarle, se adelantaron diez años a los de la cédula real, vinieron y fueron conocidos en Virginia como "el Puerto de los Pícaros".
En 1665, Sir John Yeamans estableció un segundo asentamiento permanente en el Río del Cabo del Miedo, cerca de la actual Wilmington, Carolina del Norte, a la que llamó Clarendon.
En 1670 otra región se añadió a los territorios de los Lores Propietarios, al sur de los otros asentamientos, cerca de Charleston, Carolina del Sur. Este asentamiento se desarrolló más rápidamente que los otros dos debido a las ventajas de un puerto natural y comercio que se desarrolló rápidamente con las Antillas. Lord Shaftesbury especificó la planificación de las calles para Charleston; los cercanos Río Ashley y Río Cooper llevan su nombre.
Aquel establecimiento del sur, que se hizo conocido como Charleston, fue el asentamiento principal del gobierno para la toda provincia. Sin embargo, debido a la distancia el uno del otro, las secciones del norte y del sur de la colonia funcionaron más o menos independientemente hasta 1691, cuando Philip Ludwell fue designado como gobernador de toda la provincia.  A partir de entonces y hasta 1708, los asentamientos norte y del sur permanecieron bajo un solo gobierno. El norte siguió teniendo su propia asamblea y consejo; el gobernador residió en Charleston y designó un vicegobernador para el norte. Durante este período, las dos mitades de la provincia comenzaron a ser conocidas cada vez más como Carolina del Norte y Carolina del Sur.

### Disidencia
Desde 1708 hasta 1710, debido a la inquietud por los intentos de establecer la Iglesia Anglicana en la provincia, el pueblo no fue capaz de ponerse de acuerdo sobre una lista de los funcionarios electos; por consiguiente, no hubo ningún gobierno reconocido y legal durante más de dos años. Esta circunstancia, unida a la Guerra Tuscarora y la Guerra Yamasee y la incapacidad de los Lores Propietarios para actuar con decisión, condujo al gobierno separado para el Norte y el Sur.
Unos toman este período como el establecimiento de colonias separadas, pero no ocurrió oficialmente hasta 1729, cuando siete de los Lores Propietarios vendieron sus intereses a Carolina a la Corona y tanto Carolina del Norte como Carolina del Sur se convirtieron en colonias reales. La octava parte era de Sir George Carteret, que había pasado a su bisnieto John Carteret, 2º Conde de Granville. Tenía la propiedad de una franja de tierra de sesenta millas de ancho en Carolina del Norte que linda con la frontera de Virginia, que se hizo conocido como Distrito Granville. Este distrito se convirtió en el escenario de muchos conflictos, desde 1729 hasta la Guerra de la Independencia, momento en el que fue incautado por el gobierno de Carolina del Norte revolucionario. Los gobiernos regidos por los propietarios o bajo la corona fueron organizados de manera similar. La diferencia principal era quién iba a nombrar a los funcionarios del gobierno: los Lores propietarios o el Soberano.

### Georgia
En 1732, una cédula de constitución para la Provincia de Georgia fue “sacada” de Carolina del Sur por el Rey Jorge II de Gran Bretaña.

## Anterior a la cédula
El 30 de octubre de 1629, el Rey Carlos I de Inglaterra había concedido privilegios a Sir Robert Heath sobre el territorio de Carolina (las tierras al sur del paralelo 36 norte y al norte del paralelo 31 norte).  Sin embargo, Heath no hizo ningún esfuerzo para crear una colonia allí.  El rey Carlos fue ejecutado en 1649 y Heath huyó a Francia donde murió.  Cuando la monarquía fue restaurada, los herederos de Heath intentaron reclamar la tierra, pero Carlos II decidió que la reclamación de los Heath no era válida.